# Monnikswielewaal
De monnikswielewaal (Oriolus monacha) is een zangvogel uit de familie Oriolidae (Wielewalen en vijgvogels).

## Verspreiding en leefgebied
Deze soort komt voor in Ethiopië en Eritrea en telt twee ondersoorten:
- O. m. meneliki: zuidelijk Ethiopië.
- O. m. monacha: noordelijk Ethiopië en Eritrea.

## Status
De grootte van de populatie is niet gekwantificeerd maar de soort wordt omschreven als algemeen tot zeer talrijk. Op de Rode lijst van de IUCN heeft deze soort de status niet bedreigd.